# 吉林寶源豐禽業公司火災
吉林寶源豐禽業公司火災，正式名稱吉林省德惠市宝源丰禽业有限公司6.3特别重大火灾爆炸事故，是指2013年6月3日6时6分，发生在中国吉林省长春市德惠市米沙子镇吉林宝源丰禽业有限公司的一起特别重大火灾，已造成121人死亡，77人受伤。

## 背景
德惠市是吉林省重要的饲料生产加工基地，有生产饲料企业10余家，吉林宝源丰禽业有限公司是其中重点龙头企业之一。宝源丰公司建成于2009年9月，拥有员工1200余人。工厂所在地米沙子镇位於长春市東北约22公里處。工厂使用液氨冷却系统。

## 经过
事故发生在6月3日星期一早晨6时许，幸存工人称听见了三响巨响，然后就看见厂房冒起了黑烟。工人逃生时发现多个门被反锁。事发时工厂内约350名工人，大概100人成功逃生，60人受伤；发生爆炸的厂房已基本被烧毁，顶棚塌下。至少270名医生和护士，以及500多名消防队员到场。
到了下午，大火被扑灭。疑似氨气泄漏，导致一公里的范围内的3000名居民被撤离现场。最終查明爆炸原因系厂房部分电气线路短路，引燃周围可燃物，燃烧产生的高温致氨设备和氨气管道发生物理爆炸。此次火灾被认为是自2000年12月河南东都商厦特大火灾以来，中國大陸遇难人数最多的一次火灾。

## 灾后

### 官方
事故发生后，长春消防出动4个中队14台消防车参与救援。
6月3日下午13时，长春市政府就火灾事故进行了通报。伤员救治和现场救援工作正在进行中。下一步，有关部门将继续做好伤员救治、次生灾害防控、事故原因调查、伤亡人员身份认定等工作。
公安部长、国务院安委会副主任郭声琨代表国务院赶往事故现场。在听取吉林省的情况汇报后，宣布成立了国务院事故调查组。
最高人民检察院已派员赶赴现场，调查事故原因。
中共中央总书记、国家主席习近平对火灾事故作出重要指示：“全力以赴组织救援，最大限度减少人员伤亡”并“依法追究责任；深刻总结教训，采取有效措施，坚决防止重特大事故发生”，中共中央政治局常委、国务院总理李克强也作出批示。

### 追责

#### 公司高層
2013年6月3日晚，事故相关责任人吉林宝源丰禽业公司法人代表已被控制。據調查，宝源丰公司董事长贾玉山存在为節約成本，未按照原设计施工，违规将保温材料由不燃的岩棉换成易燃的聚氨酯泡沫，导致起火后火势迅速蔓延，产生大量有毒气体，造成大量人员伤亡等问题。2014年12月，长春市朝阳区人民法院以工程重大安全事故罪，判处贾玉山有期徒刑9年，并处罚金人民币100万元。賈玉山服刑期間，長春興業監獄以賈玉山獲得表揚為由2次向法院申請減刑9個月，但法院考慮到吉林寶源豐禽業公司火災案件社會影響大，加上賈玉山在監獄內消費逾7000元人民幣，消費過高，先後2次將賈玉山減刑7個月，最終刑期至2021年4月3日止。
2014年12月，法院以重大劳动安全事故罪分别判处宝源丰公司原总经理张玉申、综合办公室原主任姚改政有期徒刑4年和3年。张玉申在服刑期间的2016年11月获得减刑5个月，并于2017年1月刑满出狱。

#### 官員
2013年7月6日，国务院对吉林德惠火灾事故作出处理：吉林省副省长兼公安厅厅长黄关春，长春市委副书记、市长姜治莹，省公安消防总队总队长李树田记大过处分；长春市副市长李祥降级、党内严重警告；德惠市委书记张德祥撤职，市长刘长春撤职、撤销党内职务。
2014年12月26日，吉林省长春市二道区人民法院对德惠宝源丰公司特大火灾系列案件一审公开宣判：
- 以滥用职权罪判处原德惠市公安消防大队大队长吕彦东（副团职，武警中校，捕前系长春净月高新技术产业开发区公安消防大队长）有期徒刑五年六个月，
- 以滥用职权罪判处原德惠市公安消防大队副大队长兼任建审员刘贵财有期徒刑五年，
- 以滥用职权罪判处原德惠市公安消防大队验收员高伟有期徒刑四年，
- 以玩忽职守罪，对原德惠市公安消防大队内勤兼防火监督员兰天免予刑事处罚；
- 以玩忽职守罪判处原德惠市公安局米沙子镇派出所所长赵震有期徒刑四年六个月，
- 以玩忽职守罪判处原德惠市公安局米沙子镇派出所民警孙中光有期徒刑四年，
- 以玩忽职守罪判处原德惠市公安分局米沙子镇派出所民警冯天明有期徒刑三年，缓刑四年。

### 维稳
吉林省委省政府要求，维护社会稳定，逐一安抚死者家属，每个死者家属都要成立一个工作小组，防止重大群体事件发生。

## 各国反应
- 6月3日，俄罗斯总统普京就本次事故向中国国家主席习近平致电慰问。[23]
- 6月4日，朝鮮内阁总理朴奉珠致电中国国务院总理李克强，向中国政府和人民、遇难者及其家属表示深切的同情和慰问。[24]

## 遇难者名单
截至2013年6月10日14时，本次事故共造成121人遇難，以下公布遇难者全部名单。 
| 序号 | 遇难者姓名         | 性别 | 户籍所在地                               |
| ---- | ------------------ | ---- | ---------------------------------------- |
| 1    | 宋晓慧             | 女   | 吉林省德惠市万宝镇                       |
| 2    | 周绍岩             | 男   | 吉林省德惠市米沙子镇                     |
| 3    | 董秀玲             | 女   | 吉林省德惠市米沙子镇                     |
| 4    | 朱万波             | 女   | 吉林省德惠市万宝镇                       |
| 5    | 梁胜男             | 女   | 吉林省德惠市万宝镇                       |
| 6    | 孙亚琴             | 女   | 吉林省德惠市万宝镇                       |
| 7    | 王珊珊             | 女   | 吉林省德惠市万宝镇                       |
| 8    | 葛秀波             | 女   | 吉林省德惠市米沙子镇                     |
| 9    | 安家玲             | 女   | 吉林省德惠市米沙子镇                     |
| 10   | 司可新             | 女   | 吉林省德惠市米沙子镇                     |
| 11   | 于世彬             | 男   | 吉林省德惠市布海镇                       |
| 12   | 颜 凤              | 男   | 吉林省德惠市米沙子镇                     |
| 13   | 杨 杰（回族）      | 男   | 吉林省德惠市                             |
| 14   | 高春艳（满族）     | 女   | 吉林省德惠市万宝镇                       |
| 15   | 柴长侠             | 女   | 吉林省德惠市米沙子镇                     |
| 16   | 吴艳亮             | 男   | 吉林省德惠市米沙子镇                     |
| 17   | 马云侠             | 女   | 吉林省德惠市米沙子镇                     |
| 18   | 付雪芹             | 女   | 吉林省德惠市米沙子镇                     |
| 19   | 高 波              | 女   | 吉林省德惠市米沙子镇                     |
| 20   | 刘凤仙             | 女   | 吉林省德惠市米沙子镇                     |
| 21   | 许兆军             | 女   | 吉林省德惠市万宝镇                       |
| 22   | 秦洪辉             | 女   | 吉林省德惠市万宝镇                       |
| 23   | 高俊晶             | 女   | 吉林省德惠市万宝镇                       |
| 24   | 冯丽丽             | 女   | 吉林省德惠市万宝镇                       |
| 25   | 刘忠荣             | 女   | 吉林省德惠市米沙子镇                     |
| 26   | 孙佰双             | 男   | 吉林省德惠市米沙子镇                     |
| 27   | 王 华              | 女   | 吉林省德惠市万宝镇                       |
| 28   | 牛玉玲             | 女   | 吉林省德惠市农安县                       |
| 29   | 于桂华             | 女   | 吉林省农安县鲍家镇                       |
| 30   | 刘 芳              | 女   | 吉林省德惠市米沙子镇                     |
| 31   | 王晶美             | 女   | 吉林省德惠市米沙子镇                     |
| 32   | 谭 丹              | 女   | 吉林省德惠市米沙子镇                     |
| 33   | 温加起             | 男   | 吉林省德惠市米沙子镇                     |
| 34   | 王淑艳             | 女   | 吉林省德惠市万宝镇                       |
| 35   | 张丽君             | 女   | 吉林省德惠市米沙子镇                     |
| 36   | 郝艺迪             | 女   | 吉林省九台市龙家堡镇                     |
| 37   | 李 凤              | 女   | 吉林省德惠市米沙子镇                     |
| 38   | 王淑梅             | 女   | 吉林省德惠市万宝镇                       |
| 39   | 姜 楠              | 女   | 吉林省德惠市万宝镇                       |
| 40   | 赵会杰             | 女   | 吉林省德惠市米沙子镇                     |
| 41   | 修 娥              | 女   | 吉林省德惠市米沙子镇                     |
| 42   | 祝路义（满族）     | 男   | 辽宁省西丰县明德乡                       |
| 43   | 王兴旺             | 男   | 吉林省榆树市培英街                       |
| 44   | 王 楠              | 女   | 吉林省长春市朝阳区富峰镇                 |
| 45   | 孙淑会             | 女   | 吉林省德惠市米沙子镇                     |
| 46   | 王秀兰             | 女   | 吉林省德惠市米沙子镇                     |
| 47   | 陈 英              | 女   | 吉林省德惠市万宝镇                       |
| 48   | 谢艳霞             | 女   | 吉林省德惠市万宝镇                       |
| 49   | 苏会云             | 女   | 吉林省德惠市万宝镇                       |
| 50   | 严 红              | 女   | 吉林省德惠市万宝镇                       |
| 51   | 王玉萍             | 女   | 吉林省德惠市万宝镇                       |
| 52   | 宫长红             | 女   | 吉林省德惠市米沙子镇                     |
| 53   | 周 伟              | 男   | 吉林省德惠市米沙子镇                     |
| 54   | 董淑春             | 女   | 吉林省德惠市万宝镇                       |
| 55   | 王延丽             | 女   | 吉林省德惠市米沙子镇                     |
| 56   | 程海春             | 男   | 吉林省德惠市米沙子镇                     |
| 57   | 邹淑荣             | 女   | 吉林省德惠市米沙子镇                     |
| 58   | 刘丽影             | 女   | 吉林省九台市纪家镇                       |
| 59   | 徐世娣             | 女   | 吉林省德惠市米沙子镇                     |
| 60   | 高淑敏（满族）     | 女   | 辽宁省铁岭开原市                         |
| 61   | 王金燕             | 女   | 吉林省德惠市万宝镇                       |
| 62   | 韩 伟              | 男   | 吉林省德惠市米沙子镇                     |
| 63   | 赵 严              | 女   | 吉林省德惠市万宝镇                       |
| 64   | 刘喜君             | 男   | 吉林省德惠市米沙子镇                     |
| 65   | 高 翠              | 女   | 吉林省德惠市米沙子镇                     |
| 66   | 刘 静              | 女   | 吉林省德惠市万宝镇                       |
| 67   | 姜 双（姜忠凤）    | 女   | 吉林省德惠市万宝镇                       |
| 68   | 赵 刚              | 男   | 吉林省德惠市米沙子镇                     |
| 69   | 王 嵩              | 女   | 吉林省德惠市万宝镇                       |
| 70   | 周春莹             | 女   | 吉林省德惠市米沙子镇                     |
| 71   | 邵金凤             | 女   | 吉林省德惠市米沙子镇                     |
| 72   | 梁亚民             | 男   | 吉林省九台市纪家镇                       |
| 73   | 焦世华             | 女   | 吉林省德惠市米沙子镇                     |
| 74   | 刘 虹              | 女   | 吉林省德惠市万宝镇                       |
| 75   | 周 亮              | 男   | 吉林省农安县前岗乡                       |
| 76   | 杨金凤             | 女   | 吉林省德惠市万宝镇                       |
| 77   | 关胜贤（满族）     | 男   | 吉林省九台市胡家回族乡                   |
| 78   | 孟凡光             | 女   | 吉林省德惠市米沙子镇                     |
| 79   | 周亚杰             | 女   | 吉林省德惠市米沙子镇                     |
| 80   | 乌日图雅（蒙古族） | 女   | 内蒙古通辽市                             |
| 81   | 赵华禹             | 男   | 吉林省德惠市米沙子镇                     |
| 82   | 雷春华             | 女   | 吉林省德惠市米沙子镇                     |
| 83   | 李国荣             | 女   | 内蒙古自治区呼伦贝尔鄂伦春自治旗大杨树镇 |
| 84   | 董亚芬             | 女   | 吉林省白城市通榆县什花道乡               |
| 85   | 潘艳华             | 女   | 吉林省德惠市米沙子镇                     |
| 86   | 蒋铁铀             | 男   | 辽宁省开原市                             |
| 87   | 刘 强              | 男   | 吉林省德惠市米沙子镇                     |
| 88   | 邱彦双             | 女   | 吉林省大安市红岗子乡                     |
| 89   | 江玉芬             | 女   | 内蒙古自治区赤峰市敖汉旗金厂沟梁镇       |
| 90   | 庞 硕（满族）      | 男   | 辽宁省铁岭西丰县                         |
| 91   | 胡建慧             | 女   | 吉林省德惠市万宝镇                       |
| 92   | 李凤艳             | 女   | 吉林省德惠市万宝镇                       |
| 93   | 秦秀丹             | 女   | 吉林省德惠市米沙子镇                     |
| 94   | 马桂玲             | 女   | 吉林省德惠市米沙子镇                     |
| 95   | 王君臣             | 男   | 吉林省九台市九郊乡                       |
| 96   | 张希亚             | 男   | 江苏省邳州市四户镇                       |
| 97   | 赵 禹              | 男   | 内蒙古自治区通辽市扎鲁特旗巨日河镇       |
| 98   | 李志强             | 男   | 吉林省农安县永安乡                       |
| 99   | 王桂华             | 女   | 吉林省德惠市米沙子镇                     |
| 100  | 勾成林             | 男   | 吉林省四平市铁东区叶赫满族镇             |
| 101  | 高 影              | 女   | 吉林省德惠市米沙子镇                     |
| 102  | 林玉玲             | 男   | 吉林省德惠市万宝镇                       |
| 103  | 侯秀华             | 女   | 辽宁省铁岭市银州区                       |
| 104  | 闫 君              | 女   | 辽宁省铁岭市银州区                       |
| 105  | 王立库（回族）     | 男   | 吉林省德惠市朱城子镇                     |
| 106  | 赵春艳             | 女   | 吉林省德惠市米沙子镇                     |
| 107  | 许 凯              | 男   | 吉林省德惠市米沙子镇                     |
| 108  | 樊文霞             | 女   | 内蒙古自治区赤峰市                       |
| 109  | 高双龙             | 男   | 吉林省九台市纪家镇                       |
| 110  | 庞孟莹             | 女   | 吉林省德惠市万宝镇                       |
| 111  | 任国学             | 男   | 内蒙古自治区赤峰市巴林左旗               |
| 112  | 马传伟(回族)       | 男   | 山东省临邑县临邑镇                       |
| 113  | 李凤兰             | 女   | 吉林省德惠市万宝镇                       |
| 114  | 王万春             | 男   | 吉林省德惠市万宝镇                       |
| 115  | 韩京伟(回族)       | 男   | 吉林省德惠市朱城子镇                     |
| 116  | 马延随(回族)       | 男   | 山东省临邑县临邑镇                       |
| 117  | 徐巍               | 女   | 吉林省德惠市米沙子镇                     |
| 118  | 王善文             | 男   | 吉林省汪清县罗子沟镇                     |
| 119  | 李久臣(回族)       | 男   | 吉林省九台市东湖镇                       |
| 120  | 徐维               | 男   | 吉林省德惠市建设街                       |
| 121  | 徐春凤             | 女   | 吉林省德惠市米沙子镇                     |